# Jack Lovelock
John Edward Lovelock, detto Jack (Crushington, 5 gennaio 1910 – New York, 28 dicembre 1949), è stato un mezzofondista e medico neozelandese, olimpionico sui 1500 metri piani ai Giochi di Berlino 1936 nonché prima medaglia atletica d'oro del suo Paese.

## Biografia
Impegnato da studente in diverse discipline, atletica a parte (rappresentò la sua scuola media, la Fairlie School, anche nel rugby e nel nuoto)
, e alle superiori a Timaru realizzò vari record scolastici in atletica leggera.
Nell'ultimo anno delle superiori fu anche campione scolastico di pugilato.
Nel 1929 fu all'università di Otago per gli studi di medicina e, nel 1931, fu ammesso all'Exeter College dell'Università di Oxford.
Durante la frequenza accademica nel Regno Unito batté il record britannico sul miglio, partecipò ai Giochi olimpici di Los Angeles del 1932, stabilì il record mondiale sul miglio a Princeton nel 1933 (4'07"6) e, sulla stessa distanza, vinse la gara (4'12"8) ai Giochi dell'Impero Britannico 1934.

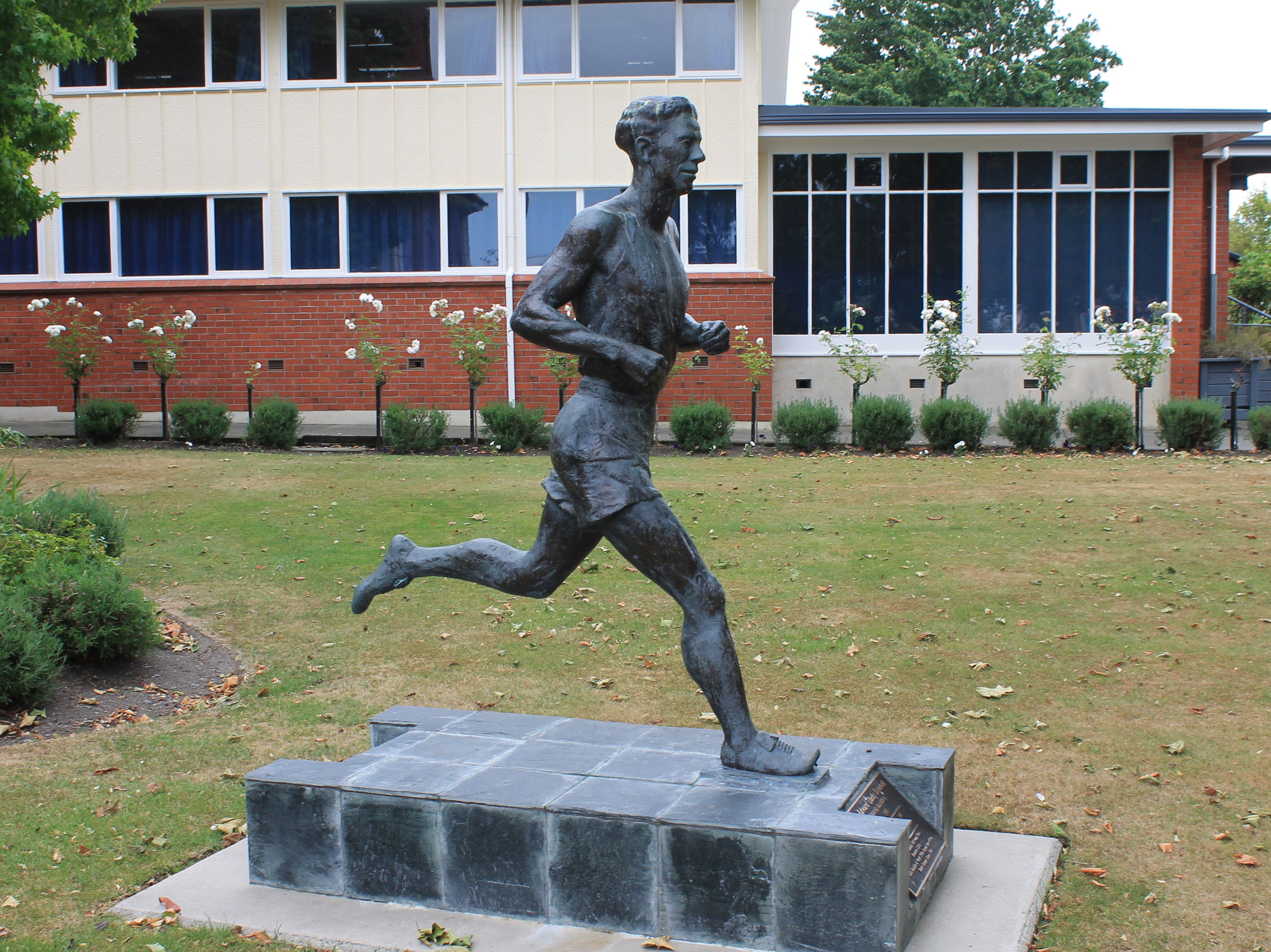
Statua di Lovelock nella scuola superiore di Timaru

Nel 1934 conseguì la laurea triennale in fisiologia e iniziò il tirocinio all'ospedale londinese di St Mary's a Paddington, cosa questa che rese sempre più problematico il portare avanti l'attività professionale e quella sportiva, tanto che nel 1935 scrisse al segretario della federazione neozelandese d'atletica leggera che la specializzazione richiesta dallo sport agonistica era giunta a livello tale da configurarsi come un lavoro a tempo pieno, incompatibile con la professione medica.
Nonostante la necessità di conciliare gli allenamenti con la professione, nel 1936 alle Olimpiadi di Berlino si aggiudicò la gara dei 1500 piani con il tempo di 3 minuti, 47 secondi e 8 decimi, all'epoca record mondiale ed equivalente a un tempo di 4 minuti e 3 secondi sul miglio; si trattò della prima medaglia d'oro olimpica vinta nell'atletica leggera da un neozelandese.
Nel 1937 si ritirò dall'attività e conobbe in Inghilterra colei che sarebbe divenuta in seguito sua moglie, la statunitense Cynthia Wells James; il suo post carriera fu costellato da problemi fisici come vertigini e vista annebbiata; anche a causa della guerra (durante la quale servì come maggiore dei corpi medici dell'esercito britannico) e delle condizioni economiche che non gli permettevano il matrimonio, Lovelock riuscì a sposare Cynthia solo nel 1945 e si stabilì con lei a New York trovando lavoro in un ospedale di Manhattan.
La mattina del 28 dicembre 1949 Lovelock stava tornando a casa perché non si sentiva in condizioni fisiche adeguate per lavorare; colto da malore cadde dalla banchina della fermata della metropolitana di Church Avenue a Brooklyn mentre sopraggiungeva il treno, che lo uccise sul colpo.
Al suo nome sono dedicate scuole, strade e una quercia, germogliata dal ramoscello vinto a Berlino nel 1936 e piantata nel cortile della scuola superiore di Timaru che Lovelock frequentava.

## Palmarès
| Anno | Manifestazione                | Sede        | Evento       | Risultato | Prestazione | Note            |
| ---- | ----------------------------- | ----------- | ------------ | --------- | ----------- | --------------- |
| 1932 | Giochi olimpici               | Los Angeles | 1500 m piani | 7º        | 3'57"8      |                 |
| 1934 | Giochi dell'Impero Britannico | Londra      | Miglio       | Oro       | 4'13"0      |                 |
| 1936 | Giochi olimpici               | Berlino     | 1500 m piani | Oro       | 3'47"8      | Record mondiale |